# Sainte-Marie (Pyrénées-Orientales)
Sainte-Marie település Franciaországban, Pyrénées-Orientales megyében. Lakosainak száma 4749 fő (2022. január 1.). Sainte-Marie Torreilles, Villelongue-de-la-Salanque és Canet-en-Roussillon községekkel határos.

## Népesség
A település népessége az elmúlt években az alábbi módon változott:
| Lakosok száma | 4725 | 4742 | 4807 | 4773 | 4797 | 4821 | 4800 | 4784 | 4749 |
|               | 2013 | 2015 | 2016 | 2017 | 2018 | 2019 | 2020 | 2021 | 2022 |